# Taggfibblesläktet
Taggfibblesläktet (Scolymus) är ett växtsläkte i familjen korgblommiga växter med 4 arter som förekommer naturligt i Europa och medelhavsområdet. Några arter odlas som prydnadsväxter.

## Taxonomi
Arter enligt Catalogue of Life:
- Scolymus giganteus
- Scolymus grandiflorus
- spansk taggfibbla (Scolymus hispanicus)
- taggfibbla (Scolymus maculatus)

## Synonyma och historiska svenska namn
taggfibblor,  taggtistel